# Paria (Oruro)
Paria ist eine Ortschaft im Departamento Oruro im Hochland des südamerikanischen Andenstaates Bolivien.

## Lage im Nahraum
Paria liegt in der Provinz Cercado und ist zentraler Ort des Kanton Paria im Municipio Paria. Die Ortschaft liegt auf einer Höhe von 3762 m am Ufer des nach Westen fließenden Río Jacha Uma, der in der Ebene des Río Caracollo zwischen Caracollo und Oruro versickert.

## Geschichte
Paria war zur Zeit der Inka eine der wichtigsten Siedlungen und Hauptort der Region. Aus diesem Grund entschieden die spanischen Kolonisatoren, dort die erste spanische Siedlung im südlichen Teil des Inkareiches zu gründen. Die Gründung des „neuen Paria“ wurde am 15. Juli 1535 von Diego de Almagro angeordnet. Der Ort wird daher heute auch als „Pueblo histórico“ bezeichnet. Das Gelände des prähispanischen Paria liegt etwa 3 km östlich des modernen Dorfes. Eine finnisch-bolivianische archäologische Untersuchung fand Überreste der inkaischen Siedlung und geht von einer Größe der ehemaligen Siedlung von etwa 100 Hektar aus. Neben Gebäudefundamenten wurden auch Scherben, etwa von Gefäßen zur Maisaufbewahrung, gefunden.

## Geographie
Paria liegt am östlichen Rand des bolivianischen Altiplano vor dem Höhenzug der Serranía de Sicasica. Das Klima ist geprägt durch ein typisches Tageszeitenklima, bei dem die Temperaturschwankungen zwischen Tag und Nacht größer sind als zwischen den Jahreszeiten.
Die Jahresdurchschnittstemperatur der Region liegt bei etwa 10 °C (siehe Klimadiagramm Oruro), wobei die Monatsdurchschnittswerte zwischen 6 °C im Juni/Juli und 14 °C im November schwanken. Der Jahresniederschlag liegt bei niedrigen 400 mm, mit einer ausgeprägten Trockenzeit von April bis November mit Monatswerten unter 20 mm, und einer kurzen Feuchtezeit von Dezember bis Februar mit monatlich etwa 80 mm.

## Verkehrsnetz
Paria liegt in einer Entfernung von 31 Straßenkilometern nordöstlich von Oruro, der Hauptstadt des Departamentos.
Durch Paria führt die asphaltierte Nationalstraße Ruta 12, die bei der siebzehn Kilometer nördlich gelegenen Ortschaft Ocotavi beginnt und über Soracachi zuerst in südlicher Richtung, dann ab Oruro in südwestlicher Richtung über Challacollo, Ancaravi, Huachacalla und Sabaya nach Pisiga Bolívar an der chilenischen Grenze führt.
Der nördliche Endpunkt der Ruta 12 trifft bei Ocotavi auf die Nationalstraße Ruta 4, die mit einer Länge von 1.657 Kilometer Bolivien komplett von Westen nach Osten durchquert, von der Cordillera Occidental an der chilenischen Grenze bis zum Tiefland an der brasilianischen Grenze. Die Straße durchquert die Departamentos Oruro, La Paz, Cochabamba und Santa Cruz. Sie beginnt im Westen als Fortsetzung der chilenischen Ruta 11 bei Tambo Quemado und endet im Osten in der Stadt Puerto Suárez, von wo aus ein Abstecher der Ruta 4 nach Puerto Busch führt.

## Bevölkerung
Die Einwohnerzahl des Ortes war in den vergangenen beiden Jahrzehnten deutlichen Schwankungen unterworfen:
| Jahr | Einwohner | Quelle       |
| ---- | --------- | ------------ |
| 1992 | 230       | Volkszählung |
| 2001 | 360       | Volkszählung |
| 2012 | 106       | Volkszählung |
| 2024 |           | Volkszählung |

Die Region weist einen deutlichen Anteil an Quechua-Bevölkerung auf, im Municipio Paria sprechen 93,1 Prozent der Bevölkerung Quechua.

## Tourismus
In Paria an der Mündung des Río Cachi Cachi in den Río Jacha Uma befindet sich das kleine Thermalbad „Termas de Obrajes“ mit einem 20 m × 10 m großen Schwimmbecken. Es ist Teil einer Hotelanlage, die neben dem öffentlichen Thermalbecken auch kleine private Einzelthermalbecken anbietet.